# Grasski-Weltcup 2008
Der Grasski-Weltcup 2008 begann am 14. Juni in Rettenbach und endete am 7. September in Forni di Sopra. Bei Damen und Herren wurden jeweils zwei Slaloms, vier Riesenslaloms, zwei Super-Gs und zwei Super-Kombinationen ausgetragen.

## Gesamtwertung
- WC = Weltcuppunkte
- Bonus = Bonuspunkte aus FIS-Rennen
- Gesamt = Gesamtpunkte

| Rang | Name               | Land        | WC  | Bonus | Gesamt |
| ---- | ------------------ | ----------- | --- | ----- | ------ |
| 01   | Edoardo Frau       | Italien     | 605 | 300   | 905    |
| 02   | Michael Stocker    | Österreich  | 553 | 260   | 813    |
| 03   | Stefan Portmann    | Schweiz     | 424 | 280   | 704    |
| 04   | Riccardo Lorenzone | Italien     | 476 | 180   | 656    |
| 05   | Martin Štěpánek    | Tschechien  | 389 | 220   | 609    |
| 06   | Jakob Rest         | Österreich  | 323 | 150   | 473    |
| 07   | Lukáš Kolouch      | Tschechien  | 220 | 240   | 460    |
| 08   | Mirko Hüppi        | Schweiz     | 190 | 200   | 390    |
| 09   | Marcus Peschek     | Österreich  | 244 | 116   | 360    |
| 10   | Jan Gardavský      | Tschechien  | 229 | 096   | 325    |
| 11   | Fausto Cerentin    | Italien     | 290 | 000   | 290    |
| 12   | Pietro Guerini     | Italien     | 158 | 112   | 270    |
| 13   | Marco Manser       | Schweiz     | 127 | 130   | 257    |
| 14   | Jakub Nekvapil     | Tschechien  | 072 | 160   | 232    |
| 15   | Timotej Oravec     | Slowakei    | 149 | 080   | 229    |
| 16   | Josef Zorzi        | Österreich  | 087 | 140   | 227    |
| 17   | Takuya Asukai      | Japan       | 074 | 145   | 219    |
| 18   | Manuel De Zan      | Italien     | 077 | 135   | 212    |
| 18   | Florian Sauer      | Deutschland | 042 | 170   | 212    |
| 20   | Lukáš Ohrádka      | Slowakei    | 110 | 100   | 210    |

| Rang                                 | Name                  | Land        | WC  | Bonus | Gesamt |
| ------------------------------------ | --------------------- | ----------- | --- | ----- | ------ |
| 01                                   | Ingrid Hirschhofer    | Österreich  | 920 | 220   | 1140   |
| 02                                   | Jacqueline Gerlach    | Österreich  | 538 | 280   | 0818   |
| 03                                   | Anna-Lena Büdenbender | Deutschland | 535 | 260   | 0795   |
| 04                                   | Ilaria Sommavilla     | Italien     | 390 | 300   | 0690   |
| 05                                   | Petra Mlejnková       | Tschechien  | 506 | 180   | 0686   |
| 06                                   | Zuzana Gardavská      | Tschechien  | 326 | 150   | 0476   |
| 07                                   | Bianca Lenz           | Schweiz     | 191 | 240   | 0431   |
| 08                                   | Michaela Ducháčková   | Tschechien  | 170 | 145   | 0315   |
| 09                                   | Cristina Mauri        | Italien     | 150 | 160   | 0310   |
| 10                                   | Yukiyo Shintani       | Japan       | 086 | 200   | 0286   |
| 11                                   | Antonella Manzoni     | Italien     | 074 | 170   | 0244   |
| 12                                   | Lucie Surovcová       | Tschechien  | 026 | 140   | 0166   |
| 13                                   | Samin Davari          | Iran        | 086 | 000   | 0086   |
| 14                                   | Samira Zargari        | Iran        | 085 | 000   | 0085   |
| 14                                   | Mitra Kalhor          | Iran        | 085 | 000   | 0085   |
| 16                                   | Marjan Kalhor         | Iran        | 032 | 000   | 0032   |
| 17                                   | Fatemeh Mahdavian     | Iran        | 029 | 000   | 0029   |
| 18                                   | Parisa Shahmoradpour  | Iran        | 026 | 000   | 0026   |
| 19                                   | Gabriela Ducháčková   | Tschechien  | 024 | 000   | 0024   |
| keine weiteren Läuferinnen klassiert |                       |             |     |       |        |

## Nationenwertung
(mit Bonuspunkten)
| Rang | Land        | Punkte |
| ---- | ----------- | ------ |
| 1    | Österreich  | 4515   |
| 2    | Tschechien  | 4438   |
| 3    | Italien     | 4289   |
| 4    | Schweiz     | 2326   |
| 5    | Deutschland | 1172   |
| 6    | Iran        | 1052   |
| 7    | Japan       | 0505   |
| 8    | Slowakei    | 0439   |
| 9    | Indien      | 0036   |

| Rang | Land        | Punkte |
| ---- | ----------- | ------ |
| 1    | Italien     | 3045   |
| 2    | Tschechien  | 2771   |
| 3    | Österreich  | 2557   |
| 4    | Schweiz     | 1895   |
| 5    | Iran        | 0709   |
| 6    | Slowakei    | 0439   |
| 7    | Deutschland | 0377   |
| 8    | Japan       | 0219   |
| 9    | Indien      | 0036   |

| Rang | Land        | Punkte |
| ---- | ----------- | ------ |
| 1    | Österreich  | 1958   |
| 2    | Tschechien  | 1667   |
| 3    | Italien     | 1244   |
| 4    | Deutschland | 0795   |
| 5    | Schweiz     | 0431   |
| 6    | Iran        | 0343   |
| 7    | Japan       | 0286   |

## Disziplinenwertungen
(ohne Bonuspunkte)

### Slalom
| Rang | Name               | Land       | Punkte |
| ---- | ------------------ | ---------- | ------ |
| 1    | Stefan Portmann    | Schweiz    | 160    |
| 2    | Martin Štěpánek    | Tschechien | 145    |
| 3    | Jakob Rest         | Österreich | 080    |
| 3    | Riccardo Lorenzone | Italien    | 080    |
| 5    | Lukáš Kolouch      | Tschechien | 061    |
| 6    | Michael Stocker    | Österreich | 060    |
| 6    | Fausto Cerentin    | Italien    | 060    |
| 8    | Marco Manser       | Schweiz    | 053    |
| 9    | Jakub Nekvapil     | Tschechien | 050    |
| 10   | Timotej Oravec     | Slowakei   | 041    |

| Rang                                 | Name                  | Land        | Punkte |
| ------------------------------------ | --------------------- | ----------- | ------ |
| 1                                    | Anna-Lena Büdenbender | Deutschland | 160    |
| 1                                    | Ingrid Hirschhofer    | Österreich  | 160    |
| 3                                    | Ilaria Sommavilla     | Italien     | 105    |
| 4                                    | Cristina Mauri        | Italien     | 100    |
| 5                                    | Jacqueline Gerlach    | Österreich  | 086    |
| 6                                    | Bianca Lenz           | Schweiz     | 077    |
| 7                                    | Zuzana Gardavská      | Tschechien  | 050    |
| 8                                    | Michaela Ducháčková   | Tschechien  | 040    |
| 8                                    | Petra Mlejnková       | Tschechien  | 040    |
| keine weiteren Läuferinnen klassiert |                       |             |        |

### Riesenslalom
| Rang | Name                   | Land       | Punkte |
| ---- | ---------------------- | ---------- | ------ |
| 1    | Edoardo Frau           | Italien    | 380    |
| 2    | Michael Stocker        | Österreich | 233    |
| 3    | Riccardo Lorenzone     | Italien    | 200    |
| 4    | Marcus Peschek         | Österreich | 155    |
| 5    | Stefan Portmann        | Schweiz    | 135    |
| 6    | Martin Štěpánek        | Tschechien | 108    |
| 7    | Jakob Rest             | Österreich | 100    |
| 8    | Lukáš Kolouch          | Tschechien | 081    |
| 9    | Fausto Cerentin        | Italien    | 080    |
| 10   | Alidad Saveh Shemshaki | Iran       | 067    |

| Rang | Name                  | Land        | Punkte |
| ---- | --------------------- | ----------- | ------ |
| 1    | Ingrid Hirschhofer    | Österreich  | 400    |
| 2    | Petra Mlejnková       | Tschechien  | 256    |
| 3    | Jacqueline Gerlach    | Österreich  | 202    |
| 4    | Anna-Lena Büdenbender | Deutschland | 165    |
| 5    | Ilaria Sommavilla     | Italien     | 155    |
| 6    | Zuzana Gardavská      | Tschechien  | 116    |
| 7    | Bianca Lenz           | Schweiz     | 069    |
| 8    | Michaela Ducháčková   | Tschechien  | 062    |
| 9    | Cristina Mauri        | Italien     | 050    |
| 9    | Samin Davari          | Iran        | 050    |

### Super-G
| Rang | Name                  | Land       | Punkte |
| ---- | --------------------- | ---------- | ------ |
| 1    | Edoardo Frau          | Italien    | 180    |
| 2    | Jan Gardavský         | Tschechien | 140    |
| 3    | Michael Stocker       | Österreich | 100    |
| 4    | Hossein Kalhor (1982) | Iran       | 080    |
| 5    | Jakob Rest            | Österreich | 074    |
| 6    | Marcus Peschek        | Österreich | 060    |
| 7    | Fausto Cerentin       | Italien    | 050    |
| 8    | Pietro Guerini        | Italien    | 045    |
| 8    | Hossein Kalhor (1984) | Iran       | 045    |
| 10   | Martin Štěpánek       | Tschechien | 040    |

| Rang | Name                  | Land        | Punkte |
| ---- | --------------------- | ----------- | ------ |
| 1    | Ingrid Hirschhofer    | Österreich  | 200    |
| 2    | Jacqueline Gerlach    | Österreich  | 130    |
| 3    | Petra Mlejnková       | Tschechien  | 105    |
| 4    | Anna-Lena Büdenbender | Deutschland | 080    |
| 5    | Zuzana Gardavská      | Tschechien  | 060    |
| 6    | Yukiyo Shintani       | Japan       | 050    |
| 7    | Mitra Kalhor          | Iran        | 045    |
| 8    | Ilaria Sommavilla     | Italien     | 040    |
| 8    | Samira Zargari        | Iran        | 040    |
| 10   | Samin Davari          | Iran        | 036    |

### Super-Kombination
| Rang | Name               | Land       | Punkte |
| ---- | ------------------ | ---------- | ------ |
| 1    | Michael Stocker    | Österreich | 160    |
| 1    | Riccardo Lorenzone | Italien    | 160    |
| 3    | Fausto Cerentin    | Italien    | 100    |
| 3    | Stefan Portmann    | Schweiz    | 100    |
| 5    | Martin Štěpánek    | Tschechien | 096    |
| 6    | Manuel De Zan      | Italien    | 077    |
| 7    | Jakob Rest         | Österreich | 069    |
| 7    | Josef Zorzi        | Österreich | 069    |
| 9    | Mirko Hüppi        | Schweiz    | 060    |
| 10   | Lukáš Kolouch      | Tschechien | 058    |

| Rang | Name                  | Land        | Punkte |
| ---- | --------------------- | ----------- | ------ |
| 1    | Ingrid Hirschhofer    | Österreich  | 160    |
| 2    | Anna-Lena Büdenbender | Deutschland | 130    |
| 3    | Jacqueline Gerlach    | Österreich  | 120    |
| 4    | Petra Mlejnková       | Tschechien  | 105    |
| 5    | Zuzana Gardavská      | Tschechien  | 100    |
| 6    | Ilaria Sommavilla     | Italien     | 090    |
| 7    | Michaela Ducháčková   | Tschechien  | 068    |
| 8    | Bianca Lenz           | Schweiz     | 045    |
| 9    | Yukiyo Shintani       | Japan       | 036    |
| 10   | Antonella Manzoni     | Italien     | 029    |

## Podestplatzierungen Herren
Disziplinen: GS = Riesenslalom, SC = Super-Kombination, SG = Super-G, SL = Slalom
| Datum      | Ort                  | Disziplin | 1. Platz           | 2. Platz              | 3. Platz                         |
| ---------- | -------------------- | --------- | ------------------ | --------------------- | -------------------------------- |
| 14.06.2008 | Rettenbach (AUT)     | SC        | Michael Stocker    | Riccardo Lorenzone    | Martin Štěpánek                  |
| 05.07.2008 | Čenkovice (CZE)      | GS        | Edoardo Frau       | Michael Stocker       | Riccardo Lorenzone               |
| 06.07.2008 | Čenkovice (CZE)      | SL        | Martin Štěpánek    | Jakob Rest            | Stefan Portmann                  |
| 07.08.2008 | Dizin (IRN)          | SG        | Edoardo Frau       | Hossein Kalhor (1982) | Michael Stocker                  |
| 08.08.2008 | Dizin (IRN)          | GS        | Michael Stocker    | Edoardo Frau          | Hossein Kalhor (1984)            |
| 16.08.2008 | Marbachegg (SUI)     | SL        | Stefan Portmann    | Riccardo Lorenzone    | Michael Stocker                  |
| 16.08.2008 | Marbachegg (SUI)     | SG        | Jan Gardavský      | Edoardo Frau          | Marcus Peschek                   |
| 17.08.2008 | Marbachegg (SUI)     | GS        | Edoardo Frau       | Riccardo Lorenzone    | Marcus Peschek                   |
| 06.09.2008 | Forni di Sopra (ITA) | GS        | Edoardo Frau       | Fausto Cerentin       | Jan Gardavský Riccardo Lorenzone |
| 07.09.2008 | Forni di Sopra (ITA) | SC        | Riccardo Lorenzone | Fausto Cerentin       | Michael Stocker                  |

## Podestplatzierungen Damen
Disziplinen: GS = Riesenslalom, SC = Super-Kombination, SG = Super-G, SL = Slalom
| Datum      | Ort                  | Disziplin | 1. Platz           | 2. Platz              | 3. Platz           |
| ---------- | -------------------- | --------- | ------------------ | --------------------- | ------------------ |
| 14.06.2008 | Rettenbach (AUT)     | SC        | Ingrid Hirschhofer | Anna-Lena Büdenbender | Petra Mlejnková    |
| 05.07.2008 | Čenkovice (CZE)      | GS        | Ingrid Hirschhofer | Petra Mlejnková       | Ilaria Sommavilla  |
| 06.07.2008 | Čenkovice (CZE)      | SL        | Ingrid Hirschhofer | Anna-Lena Büdenbender | Ilaria Sommavilla  |
| 07.08.2008 | Dizin (IRN)          | SG        | Ingrid Hirschhofer | Jacqueline Gerlach    | Petra Mlejnková    |
| 08.08.2008 | Dizin (IRN)          | GS        | Ingrid Hirschhofer | Petra Mlejnková       | Jacqueline Gerlach |
| 16.08.2008 | Marbachegg (SUI)     | SL        | Cristina Mauri     | Anna-Lena Büdenbender | Ingrid Hirschhofer |
| 16.08.2008 | Marbachegg (SUI)     | SG        | Ingrid Hirschhofer | Anna-Lena Büdenbender | Zuzana Gardavská   |
| 17.08.2008 | Marbachegg (SUI)     | GS        | Ingrid Hirschhofer | Anna-Lena Büdenbender | Petra Mlejnková    |
| 06.09.2008 | Forni di Sopra (ITA) | GS        | Ingrid Hirschhofer | Zuzana Gardavská      | Jacqueline Gerlach |
| 07.09.2008 | Forni di Sopra (ITA) | SC        | Zuzana Gardavská   | Jacqueline Gerlach    | Ingrid Hirschhofer |